# Prześladowanie chrześcijan za panowania Decjusza

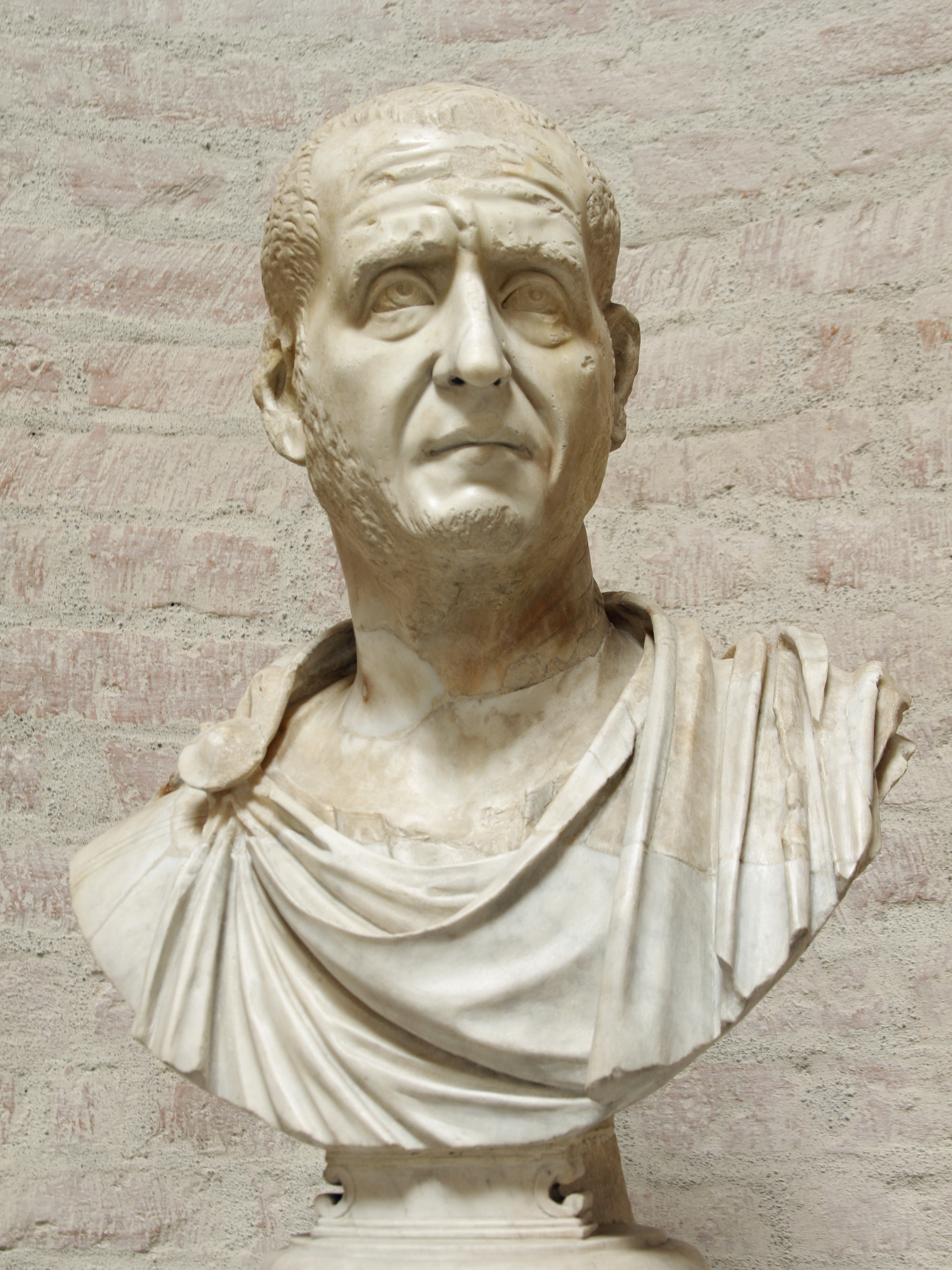
Cesarz rzymski Decjusz

Prześladowanie chrześcijan za panowania Decjusza – epizod martyrologiczny z historii Kościoła rzymskiego w latach 250–251 naszej ery. 
Represjonowanie wyznawców Chrystusa przez cesarza rzymskiego Decjusza było bezpośrednim skutkiem wydania edyktu na początku 250 roku, którym nakazywano wszystkim mieszkańcom Cesarstwa Rzymskiego złożenie ofiary rzymskim bogom. Rozporządzenie stanowiło, iż ofiary należy składać w obecności urzędnika (magistrata), potwierdzone podpisem oraz wydanym odpowiednim zaświadczeniem. Po raz pierwszy chrześcijanie w wyniku odgórnych przepisów zostali zmuszeni do wyboru pomiędzy przekonaniami religijnymi a karą śmierci, choć brak dostatecznych dowodów na to, aby edykt Decjusza umyślnie był wymierzony przeciwko chrześcijaństwu. Bardziej prawdopodobne, że wydano go raczej w celu potwierdzenia przysięgą lojalności przez mieszkańców Imperium Rzymskiego. Licznych chrześcijan skazano jednak na śmierć za odmowę wykonania cesarskiego nakazu, wielu innych dokonując aktu apostazji złożyło ofiary, zaś jeszcze inni ratowali się ucieczką i ukryciem. Następstwa tego działania Decjusza wobec wyznawców Chrystusa były długotrwałe i wywołały napięcia między chrześcijanami wykazującymi różne postawy w obliczu represji.

## Tło wydarzeń
Decjusz obwołany cesarzem przez legiony jesienią 249 roku, władzę swą ugruntował po pokonaniu i śmierci poprzednika – Filipa Araba. Z ówczesnych źródeł wynika raczej pozytywny stosunek Filipa do chrześcijaństwa, a według przekazów świętego Hieronima ze Strydonu i Pawła Orozjusza miał on być nawet pierwszym chrześcijańskim cesarzem (co wśród historyków stanowi przedmiot dyskusji). Natomiast Decjusz dążył do odrodzenia państwa i umocnienia władzy cesarskiej po okresie zamętu i jej osłabienia; propagandowo wyrażał to przyjmując między innymi imię podziwianego Trajana, przywracając dawną funkcję cenzora i odnawiając Koloseum.
Kolejnym jego celem było przywrócenie tradycyjnej rzymskiej pobożności, a po złożeniu dorocznej ofiary Jowiszowi 3 stycznia 250 roku wydał edykt, którego tekst nie zachował się i pozostaje nieznany. Pewne jednak jest, iż cesarz nakazywał w nim składać ofiary bogom na terenie całego Imperium. W drodze wyjątku zwolnieni zostali z tego wymogu Żydzi . Nie ma natomiast pewności, czy zarządzenie Decjusza miało celowo wyplenić chrześcijaństwo, czy też pod tym względem było przypadkowe w skutkach. Wielu dzisiejszych historyków postrzega edykt jako sposób na ujednolicenie ogromnego państwa, borykającego się z długotrwałym kryzysem. Amerykański historyk Timothy E. Gregory skłania się jednak ku twierdzeniu, iż represje mogły być obliczone na wyeliminowanie nowej wiary, ponieważ Rzymianie byli jakoby świadomi ewentualnej odmowy uczestniczenia chrześcijan w składaniu publicznych ofiar. Ponadto wszyscy obywatele zmuszeni byli wówczas deklarować wyznawaną religię, a Decjusz „być może był pierwszym cesarzem, który czynnie zabiegał o zniszczenie chrześcijaństwa”.

## Wprowadzenie edyktu

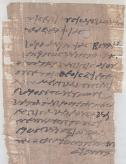
Libellus z 250 roku, zaświadczający, że jego posiadacz złożył ofiary ku czci rzymskich bogów

Decjusz wydał edykt wkrótce po objęciu władzy. Zgodnie z rozporządzeniem wszyscy zamieszkujący Imperium, z wyjątkiem Żydów, musieli ofiarować i zapalić kadzidło dla bogów oraz pomyślności panującego. Każdy miał obowiązek uczynić to w obecności magistrata i uzyskać pisemne świadectwo, zwane libellusem – dokument podpisywany przez sędziego i świadków. Wśród licznych przykładów libellusów zachowanych w Egipcie, jeden z nich zawiera następujący tekst: 

Do Komisji wybranej w celu nadzorowania ofiary. Od Aurelii Ammonous, córki Mystusa, z dzielnicy Moeris, kapłanki boga Petesuchosa, wielkiego, potężnego, nieśmiertelnego, i kapłanki bogów w dzielnicy Moeris. Ofiarowałam bogom całe moje życie, a teraz ponownie, zgodnie z rozporządzeniem i w twojej obecności złożyłam ofiarę i uczyniłam libację oraz spożyłam święte ofiary. Żądam od ciebie, abyś zaświadczył o tym poniżej.

 W dokumencie tym nie ma mowy o jakimkolwiek przymusie wyrzeczenia się wiary, co może stanowić przesłankę, iż celowe prześladowanie chrześcijan jednak nie było celem cesarskiego edyktu.

## Wykluczenie Żydów

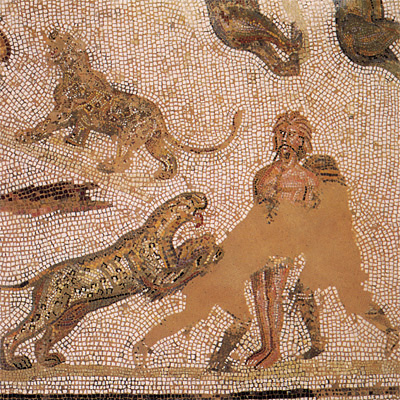
Mozaika z III wieku przedstawiająca damnatio ad bestias – jeden ze sposobów uśmiercania chrześcijan

Gajusz Juliusz Cezar pierwszy sformułował zasady pozwalające Żydom na odbywanie ich tradycyjnych praktyk religijnych. Podejście to kontynuował Oktawian August, co nadało judaizmowi status tak zwanej religio licita (czyli  „religii dozwolonej”) na obszarze całego Imperium. Dla rzymskich władz szanujących tradycję Żydów, ich wierzenia i praktyki ich przodków, było dość zrozumiałe, że Izraelici w żadnym wypadku nie będą składać ofiar rzymskim bogom lub oddawać czci przed wizerunkiem cesarza.

## Kwestia chrześcijan
W przeciwieństwie do Żydów chrześcijanie byli dla rzymskich władz zjawiskiem stosunkowo nowym i nadal niepokojącym. Z najwcześniejszych rzymskich przekazów dotyczących chrześcijaństwa zachowanych u autorów: Pliniusza Młodszego (w Listach z lat 97–109) oraz Tacyta (w jego Rocznikach z około 116 roku) – pochodzi używany względem chrześcijan termin superstitio, oznaczający, że wiarę ich uważano za zabobon i traktowano jako destrukcyjne społecznie. Nie bez znaczenia była okoliczność, iż chrześcijanie wyrzekli się politeistycznej religii swych przodków, a ich celem było nawracanie innych. Rzymianom praktyka ta zdawała się niebezpieczna, zaś odmowa złożenia ofiary dla pomyślności cesarza wydawała się przejawem obrazoburstwa.

## Przebieg prześladowań

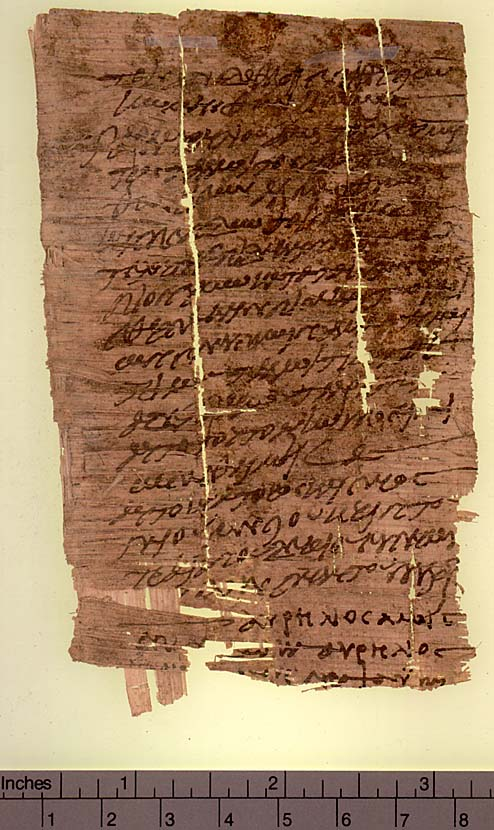
Libellus z czasów Decjusza (tak zwany Papyrus Oxyrhynchus 3929)

W wyniku prześladowań zginęli niektórzy wybitni chrześcijanie, w tym jako jeden z pierwszych papież Fabian, a następnie Babylas z Antiochii i Aleksander, patriarcha Jerozolimy. Nie wiadomo, na ile starannie kontrolowano u wszystkich posiadanie dokumentu poświadczającego złożenie ofiary. Wielu chrześcijan, w tym biskup Kartaginy Cyprian zeszło w ukrycie. Liczba skazanych na śmierć za odmowę wykonania nakazu również pozostaje nieznana; znaczna liczba chrześcijan uległa żądaniom, a na przykład władze Kartaginy nie mogły podołać wystawianiu odpowiednich zaświadczeń, w związku z czym przesuwano nawet kolejność zgłoszeń petentów.

## Skutki
Dla wspólnot chrześcijańskich egzystujących dotąd w niezakłóconym spokoju, nakazy Decjusza były tragiczne i wstrząsające w skutkach. Chrześcijanie tacy jak biskup Cyprian woleli uciekać niż umierać, a odstępcy, którzy poddali się cesarskiemu nakazowi, narazili się na potępienie współwyznawców. Wielu chrześcijan ocaliło życie, ponieważ część miejscowych urzędników była niechętna skrupulatnemu wykonywaniu zarządzeń. W 251 roku działania mające na celu egzekwowanie edyktu straciły intensywność, gdyż uwagę władz cesarskich odwróciła wojna z Gotami. Prześladowania całkowicie zakończyły się wraz ze śmiercią władcy 1 lipca 251 roku i choć były krótkotrwałe, w zbiorowej pamięci członków Kościoła utrwaliły się jako jeden z epizodów antychrześcijańskiej tyranii w czasach rzymskich.